# 蝗蛙属
蝗蛙属（学名：Acris）是雨蛙科下的一个属。

## 下属物种
本属包括以下物种：
- Acris blanchardi Harper, 1947
- Acris crepitans Baird, 1854
- 蟋蟀雨蛙 Acris gryllus (LeConte, 1825)